# Garrett Hines
Garrett Hines (n. 3 iulie 1969, Chicago, Illinois, SUA) este un bober ce a reprezentat Statele Unite ale Americii, medaliat olimpic. A participat la 2 ediții ale Jocurilor Olimpice (1998, 2002) în care a câștigat o medalie de argint.